# بيتر أبس
بيتر فرانسيس أبس (22 فبراير 1942 – ديسمبر 2020. بالإنجليزية: Peter Abbs) كان شاعرًا وأكاديميًا إنجليزيًا، وُلد في كرومر، نورفك. كان مؤلفًا لإحدى عشرة كتابًا من الشعر والعديد من الأعمال حول فلسفة التعليم والكتابة الإبداعية. كان والد الكاتبة أنابيل أبس.

## الحياة المبكرة
كان أبس الابن الثاني لإريك تشارلز أبس، سائق حافلة، وماري، مساعدة متجر. وُلد أبس في كرومر، ونشأ على ساحل نورفك الشمالي. كان المنظر الطبيعي القاحل له تأثير كبير على شعره اللاحق، كما كان لحديقة الجدران في Upper Sheringham Hall، حيث كان جده يعمل كرئيس للبستانيين، تأثير كبير أيضًا. كانت والدته ملتزمة بشكل عميق بالإيمان الكاثوليكي، مما أثر على رغبة طفولته في أن يصبح كاهنًا. بعد مغادرته مدرسة سانت جوزيف في شيرينغهام في عام 1954، سافر أبس إلى ليفربول للالتحاق بكلية سانت بيتر، وهي معهد ديني تديره جمعية الآباء التبشيريين في ميل هيل. ومع ذلك، أصبح سريعًا محبطًا وفي عام 1956، بدعم نشط من والده، ترك الكلية ليكمل تعليمه في كلية نورتش التقنية. هناك أكمل دراسته لمرحلة O-Level و A-Level، وفي عام 1961 بدأ دراسة مشتركة في اللغة الإنجليزية والفلسفة في جامعة برستول، والتي أكملها في عام 1963.

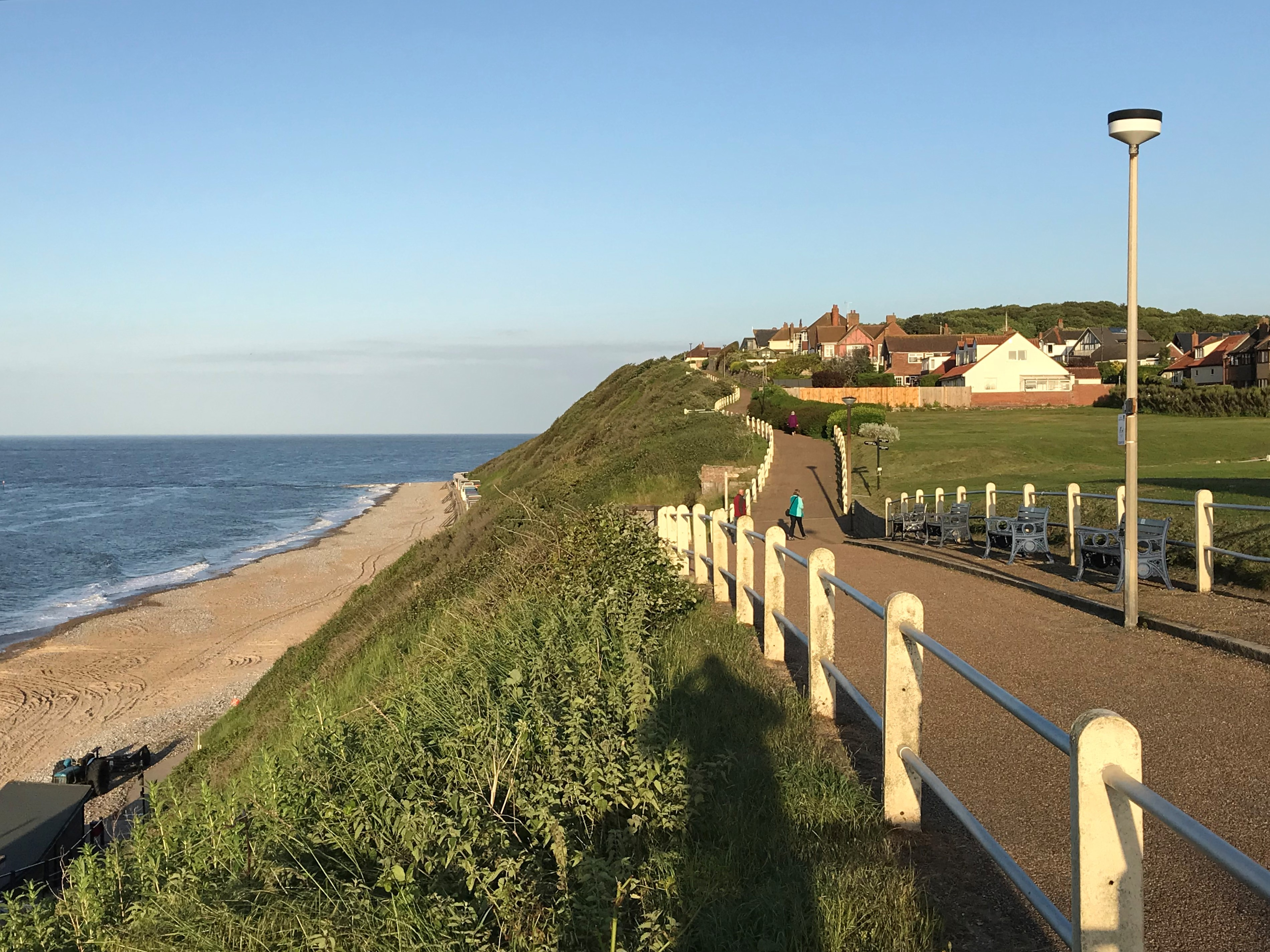
كرومر، نورفك

## مسيرته المهنية
كان بيتر أبس معروفًا بفلسفته في التعليم وعمله في مجال الكتابة الإبداعية. في عام 1964، بدأ تدريبه كمعلم للغة الإنجليزية بعد أن تأثر بالأفكار التقدمية في التعليم، وكان أول عمل له في مدرسة فيلتون الثانوية في برستل. استلهم من تجربته هناك كتابه الأول "الإنجليزية من أجل التنوع"، الذي ركز على قوة الإبداع والخيال. بعد ثلاث سنوات من التدريس، انتقل إلى منصب أكاديمي في جامعة ويلز في آبريستويث، حيث عمل باحثًا وكان محرر في مجلة "تراكت" المستقلة من 1971 إلى 1981.
في عام 1975، أصبح محاضرًا في التعليم بجامعة ساسكس، حيث حصل على درجة دكتوراه في الفلسفة في 1986. في ساسكس، أصبح من المدافعين عن التعليم الجمالي والتعلم السقراطي، وكان معارضًا للأدوات التعليمية السائدة في ذلك الوقت. بدأ في تحرير سلسلة "مكتبة التعليم الجمالي" التي اقترحت فكرة راديكالية تتمثل في أن الفنون الست – الدراما، الرقص، الفن، الموسيقى، السينما والأدب – يجب أن تُدرس ككائن واحد يشترك في التعبير والفهم. كما استمر في كتابة الشعر، وأصدر مجموعات شعرية مثل "أيقونات الزمن" (1981) و "الشخصيات" (1995) و "الحب بعد سوفو" (1999).
في السنوات اللاحقة، عمل أبس محررًا للشعر في مجلة "ريزورجينس"، وشارك في إنتاج أول أنثولوجيا للشعر البيئي. في عام 2002، أصبح أول أستاذ في تعليم الفنون ثم أستاذًا للكتابة الإبداعية في جامعة ساسكس، حيث أدار برنامج دكتوراه في الكتابة الإبداعية. في هذه الفترة، نشر كتابه "ضد التيار" الذي انتقد فيه التنظيم الإداري المتزايد في المدارس. تقاعد في عام 2006 وأصبح أستاذًا فخريًا للكتابة الإبداعية في الجامعة. توفي في ديسمبر 2020 عن عمر يناهز 78 عامًا.

## حياته الشخصية
كان أبس متزوجًا من الكاتبة ليسا دارت وله ثلاثة أولاد.